# Юхименко Костянтин Юрійович
Костянти́н Ю́рійович Юхи́менко (1983—2023) — український військовослужбовець, учасник російсько-української війни.

## З життєпису
Народився 1983 року в місті Одеса.
Загинув 12 квітня 2023 року під час російсько-української війни.

## Нагороди
- Орден «За мужність» III ступеня[1].